# Eudonia vivada
Eudonia vivada là một loài bướm đêm trong họ Crambidae.